# 落葉が雪に
「落葉が雪に」（おちばがゆきに）は、1976年10月10日発売の布施明のシングル曲である。

## 解説
- オリコンチャート上では布施にとって、現時点で最後となる週間1位を獲得した。さらに売上数は40.4万枚を記録した[1]。
- 1976年末の『第27回NHK紅白歌合戦』で歌唱披露した。
- この曲は布施明が作詞・作曲し、当初井上順のために作ったが、CMで布施自身が歌いヒットとなった。
- ある番組で井上が「あれ本当は僕が歌うはずだったの?」と聞くと、布施は冗談交じりに「君が歌ったらお蔵入りか廃盤になってた」と言ったという。

## タイアップ
- サントリー・ゴールドラベルCM曲

## 収録曲
1. 落葉が雪に
  - 作詞・作曲：布施明、編曲：川口真
2. 夢のむこうへ
  - 作詞・作曲：布施明、編曲：船山基紀